# 自動回應器
自動回應器是一種計算機程序，可以自動透過電子郵件應答，可以非常簡單或非常複雜。
第一代自動回應器是在郵件傳輸代理中創建的，他們發現無法將電子郵件傳遞到提供的地址。而且會產生退回消息，例如“您的電子郵件因為...而無法傳遞”。當今的自動回應器必須小心避免產生電子郵件反向散射，這可能導致被視為垃圾郵件。
自動回應器通常被用作電子郵件營銷工具，以便即時向其潛在的客戶提供信息，然後以時間表的時間間隔跟進他們。
此類後續自動回應器可以分為兩類： 
- 外包ASP模型-這些自動回應器在提供商的基礎結構上運行，通常可以通過基於網頁上的控制面板進行設置。客戶每月支付使用費。對於終端用戶而言，這是最容易操作的。
- 服務器端–用戶可以在自己的服務器上安裝。但這需要相關技能。

自動回應器也被合併到電子郵件列表軟件中，以確認訂閱，取消訂閱，帖子和其他列表活動。流行的電子郵件客戶端（例如Microsoft Outlook和Gmail）包含允許用戶創建自動回复的功能。

## 自動應答器列表
與自動回复程序一起使用，自動回复程序用作郵件列表管理器的一部分。營銷人員使用它們將郵件的排隊順序傳遞給郵件列表訂戶。消息是相對於列表的訂閱日期或在單個列表系統內發送的，選擇加入會導致添加新的郵件列表標籤。 

## 外部鏈接
- 為什麼自動響應器不好？ （ SpamCop常見問題解答）
- 自動回复器概述 （页面存档备份，存于）
- RFC 3834 ：對電子郵件自動響應的建議
- RFC 5230 ：篩選電子郵件過濾：假期擴展